# Quinceañera
Quinceañera er en fest, der i visse områder af Latinamerika og i Spanien fejres på en piges femtende fødselsdag. Ordet er afledt af quince og año, der på spansk hhv. betyder femten og år. Det er overgangen fra pige til voksen kvinde, der fejres. Festens karakter og traditioner adskiller sig kraftigt i forskellige regioner, men der er ofte tale om en særdeles stor og omkostningsrig fest.
| Festival | Spire Denne artikel om festivaler og mærkedage er en spire som bør udbygges. Du er velkommen til at hjælpe Wikipedia ved at udvide den. |